# Pseudamigus villiersi
Pseudamigus villiersi är en insektsart som först beskrevs av Lucien Chopard 1939.  Pseudamigus villiersi ingår i släktet Pseudamigus och familjen Pamphagidae. Inga underarter finns listade i Catalogue of Life.